# Julián Vladimír Veškrna
Julián Vladimír Veškrna (23. února 1925, Brno – 17. června 2012, České Budějovice) byl český římskokatolický kněz a řeholník Kongregace bratří Nejsvětější Svátosti.

## Životopis
Vyučil se kuchařem, poté pracoval jako vychovatel v domově mládeže v Opavě. Řadu let pracoval jako řidič Dopravního podniku města Brna. Během tohoto zaměstnání tajně vystudoval teologii, 30. července 1967 složil věčné sliby v Kongregaci bratří Nejsvětější svátosti. Dne 9. února 1968 mu tajně udělil biskup Felix Davídek kněžské svěcení. Až do roku 1989 působil jako duchovní neveřejně.
V letech 1990–1992 byl ustanoven administrátorem farnosti Deštná-Roubanina v olomoucké arcidiecézi a zároveň byl rektorem Církevního studentského domova Petrinum v Brně. Další čtyři roky působil v duchovní správě u kostela sv. Maří Magdaleny v Brně. V roce 1996 odešel do kláštera Kongregace bratří Nejsvětější svátosti v Českých Budějovicích. Zde vykonával funkci novicmistra. Kvůli zhoršenému zdravotnímu stavu od 22. března 2010 pobýval na odpočinku v Kněžském domově v Českých Budějovicích-Suchém Vrbném. Po posledním rozloučení v Českých Budějovicích byl pohřben 23. června 2012 v Českých Budějovicích – Mladém.
Jeho neteří je herečka a bývalá manželka prezidenta Václava Havla Dagmar Havlová.

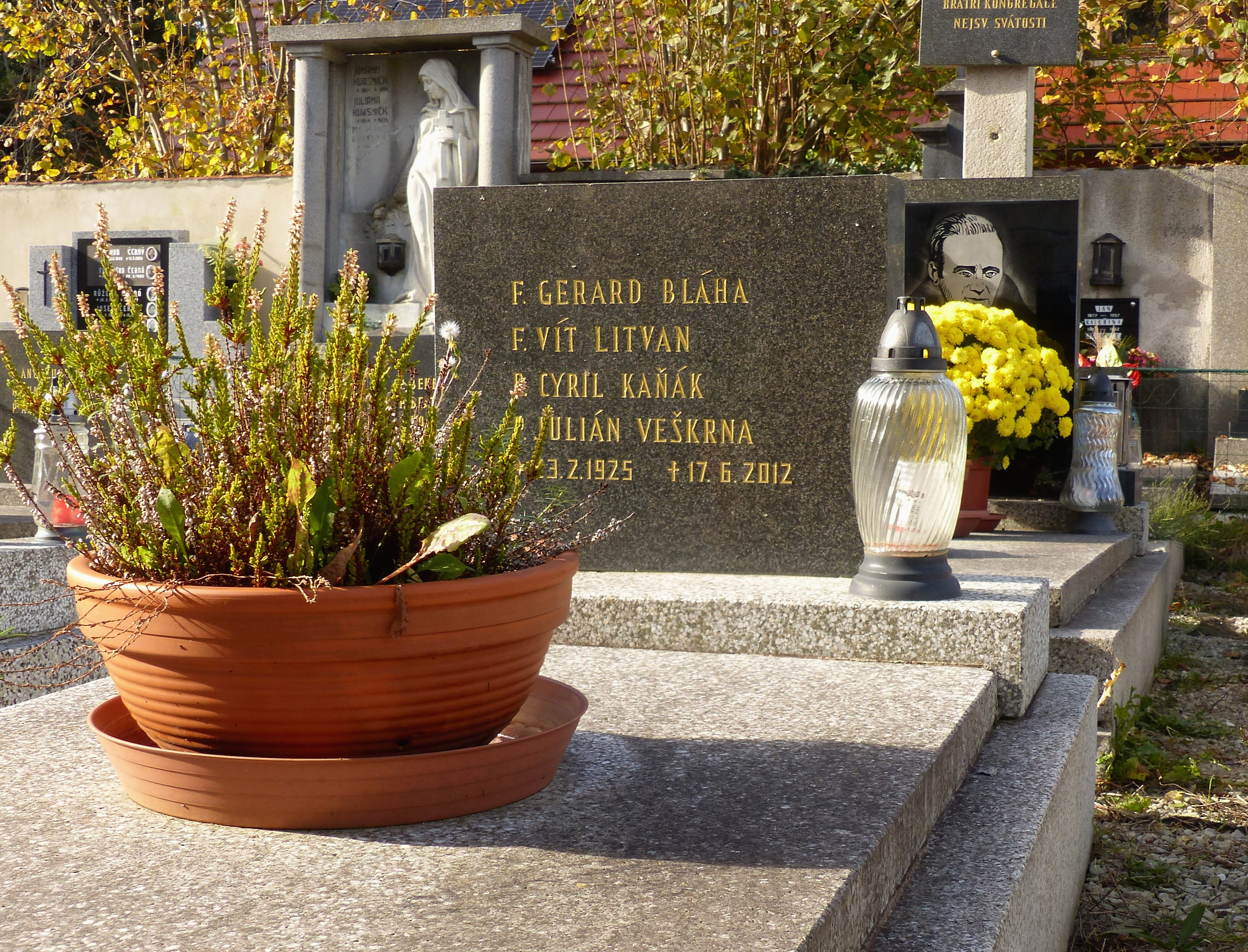
Hrob Juliána Vladimíra Veškrny na hřbitově v Mladém